# أناتول نوفاك
أناتول نوفاك (بالفرنسية: Anatole Novak) ولد بتاريخ 12 فبراير 1937 في فرنسا، هو دراج فرنسي في صنف سباق الدراجات على الطريق.

## سجل النتائج

### سباقات أو مراحل فاز بها
- طواف فرنسا
- طواف إسبانيا

## روابط خارجية
- أناتول نوفاك على موقع أرشيف الدراجات (الإنجليزية)
- أناتول نوفاك على موقع إحصائيات الدراجات الإحترافية (الإنجليزية)
- أناتول نوفاك على موقع CycleBase (الإنجليزية)